# محمد بن خليفة بن سعيد بن قضيب القاسمي
محمد بن خليفة بن سعيد بن قضيب القاسمي هو الحاكم العاشر وآخر حكام لنجة من القواسم، حكم لنجة ما بين عامي (1315- 1316) للهجرة. 

## حياته
عندما وصل خبر سقوط بندر لنجة إلى الحكومة المركزية أصدرت أوامرها إلى الحاكم العسكري لمدينة بوشهر الجنرال أحمد خان دريابگى، بالتحرك لاسترجاعها، فجاء في بارجة المسمى (مَنـوَر)، وتأهب الشيخ محمد بن خليفه للقتال وأعد المدينة للدفاع، ولكن جنرال دريابگى مال إلى الحيلة والمناورة، بذكاء، إذ نزل من السفينة إلى رصيف الميناء نزولاً سلمياً، وأظهر أنه مفاوض لا محارب، واجتمع بالشيخ والتجار والأعيان، وأبدى ارتياحه من الحالة، وترحيبه بحكم الشيخ محمد القاسمي، وتناول الشاي لديهم، ثم رجع إلى بارجته قافلاً إلى مدينة بوشهر، ولم يلبث طويلاً حتى عاد بسفينته الحربية إلى لنجة مدعياً موافقة الحكومة المركزية على تولي الشيخ محمد الحكم، وألبس الشيخ محمد خلعةً رمزاً لأنعام الدولة عليه ومباركتها له بالحكم، واقترح عليه تشغيل سكرتير لديه من موظفي جنرال دريابگى، فوافق الشيخ حياءً، أو غفلة، وبذلك أصبحت اسرار الشيخ محمد كلها تحت اطلاع هذا السكرتير الجاسوس الذي كان يكتب إلى بوشهر أولاً بأول بها، وكانت تقاريره تذكر الجنرال، قلة رجال الشيخ وضعف مدده، وأغرت دريابگى بوجوب سرعة اغتنام الفرصة، وبدأ يجمع جيشه مُورَياً ومخادعاً، مُظهراً عزمه على تأديب بعض القبائل البلوش العاصية المتمردة، وفرض على رؤساء القبائل النازلة في أنحاء بوشهر مده بالرجال والميرة.

## دريابگى يغزو لنجة
خرج الجنرال دريابگى حتى وصل مدينة لنجة عن طريق البحر في صورة سلمية، فانخدع الشيخ محمد، كذلك وأمده بالذبائح والرز والسمن والسكر وأنواع الميرة، وتحرك جنرال دريابگى مع غروب الشمس بطراده الحربي شرقاً مبتعداً عن لنجة، حتى إذا غاب عن الأعين، وأظلم الليل رجع إلى قرية جشة الواقعة غربي لنجة على مسافة ثلاثة كيلومترات فقط، واحتل بعض الأماكن في الصحراء خلف جشة، واستتر بصخور هنالك، لكن أهلها علموا بنزوله وقصده فأخبروا الشيخ محمد بذلك، فتحرك الشيخ سريعاً وجمع جموعه وأتى إلى قرية جشة، وتبادل مع الغزاة الرصاص، الا انه عجز عن مقاومتهم فرجع إلى لنجة ليحتمي بها، وإذا به تفاجؤه طلقات ورمي كثيف من مئذنة حسينية ابن عباس من قبل الشيعة، في فريق (اللنگية) أي (المحلة اللنگية وهو حي في لنجة قاطنيها من الشيعة)، وكانوا ضده جميعاً، فرجع إلى القلعة وتحصن بها.

## تدخل الإنجليز
ودخل جيش جنرال دريابگى مدينة لنجة،
ولكن الشيخ محمد استبسل في الدفاع ولم تفتر مقاومته حتى بعد ثلاثة أيام من القتال، مما جعل الإنجليز يتدخلون تدخلاً مباشراً في المعركة عن طريق امداد دريابگى بالبارجة المسماة (سفنكس) التي دخلت الميناء وسلطت كشافاتها الضوئية على القلعة لإعانة جنود دريابگى في التقدم، وتمييز أماكن المدافعين، واطلقت مدافعها الضخمة، وما هي الا ثلاث طلقات حتى حدثت ثلمة كبيرة في جدار القلعة، واقتنع الشيخ محمد بأن العداء المستقر في السياسة الإنجليزية للقواسم سوف لن يتركه، فأنسحب ومن معه إلى الجبال، وسقطت مدينة لنجة بيد الحكومة المركزية نهائياً، ووقعت تحت النفوذ الإنجليز من الباطن، وانتهى حكم القواسم بعد أن لبثوا 94 سنة يديرون أمرها بالعدل والانصاف، وكان في الثامن من الشوال سنة 1316للهجرة، ولله الحكمة البالغة، أي ان مدة حكم الشيخ محمد القاسمي كانت سنة واحدة وتسعة أشهر، إذ ان استيلاء عل لنجة كان في 14 صفر 1315 للهجرة.

## استيلاء على قافلة تجار لار
كانت قافلة من تجار مدينة لار التابعة لمدينة شيراز تمر خلال الجبال التي انسحب إليها رجال الشيخ محمد، ولار مدينة شيعية مما جعل احاسيس الثأر تظهر لدى بعض المتهورين من رجال الشيخ محمد بتعاون شيعة لنجة مع الجنرال دريابگى والإنجليز وتسليم لنجة لهم، لذلك بعض رجال الشيخ محمد اعترضوا القافلة ونهبوها وقتلوا سبعة عشرة رجلاً منها عمداً، مما جعل الحكومة المركزية تنتقم بتسيير قوة ضاربة إلى المنطقة فعاثت فساداً، والقت القبض جزافاً على سبعة عشرة بريئاً، لم تكن لهم يد فيما حدث، وأعدمتهم ظلماً وعدواناً، وقد صدق الله إذ يقول:(واتقوا فتنة لاتصيبن الذين ظلموا منكم خاصة).
وقد بقي الشيخ محمد هائماً على وجهه في الجبال بعد إذ لم يصغ إلى كلام الناصحين.
وأشار عليه السيد يوسف بن جعفر الهاشمي، بمغادرة المنطقة، فاستقل سفينة شراعية متوكلاً على الله، ونزل رأس الخيمة ضيفاً على أبناء عمه، فاكرموه غاية الإكرام، ثم انتقل إلى الشارقة واستوطنها، ورزقه الله ولداً اسمه خليفه، مات ولم يعقب، وبنتان ما زالتا على قيد الحياة. ولكن هناك رواية أخرى تقول أن شيخ المرازيق هو الذي ساعد الشيخ محمد القاسمي في الخروج من لنجة إلى بر العرب، أقرأ مايلي: (الشيح أحمد المرزوقي وكان رجلاً صالحاً مشهوراً بالزهد والتقوى محبوباً لدى جميع الناس، وكان صديقاً حميماً للشيخ محمد بن خليفه القاسمي حاكم منطقة بندر لنجة، حيث كان يمضي أكثر أوقاته معه، أما في مدينة بندر لنجة أو في مغوه. وقدم في أيام حكمه المدعو ميرزا أحمد دريابگى بالسفينة الحربية الإيرانية المسماة (پرسپوليس) من مدينة بوشهر واعتدى على مدينة لنجة وحاكمها الشيخ محمد بن خليفه القاسمي، وضرب المدينة بالمدفعية بواسطة القطعة البحرية البريطانية المرابطة في جزيرة هنجام أو (هنيام)، فهب الشيخ أحمد المرزوقي وابنه سلطان برجالهما لمساعدة الشيخ محمد بن خليفه القاسمي، والدفاع عن مدينة لنجة، وبعد احتلال دريابكى لمدينة لنجة، جهز الشيخ أحمد المرزوقي عدة سفن وبمساعدة الشيخ حسن بن محمد الحمادي ونقل الشيخ محمد بن خليفه القاسمي وعائلته وصديقه السيد يوسف المهركاني إلى إمارة الشارقة، وذلك في سنة 1317 للهجرة. وعندما علم دريابكى بمساعدة الشيخ أحمد المرزوقي للشيخ محمد بن خليفه حاكم لنجة أراد القبض عليه، لكن الشيخ أحمد بن راشد المرزوقي وابنه سلطان، عندما علما بذلك، تحصنا في جبال قريبة من قرية (جناح) الفاصلة بين منطقة برفارس والجنوب. وبعد مضي شهور من اقامتهم في تلك الجبال وبواسطة خان بستك رجعا إلى المنطقة وحكمها. واستمر الشيخ أحمد بن راشد المرزوقي في حكمه إلى سنة 1348 للهجرة).
و ضاقت الدنيا بالسيد يوسف بن جعفر الهاشمي، أيضاً وبأخوته السيد رضا والسيد يعقوب والسيد محمد، إلا أن قناعته لم تلن وواجه المحتة بجلادة وصبر، إذ كان بطلاً من الأبطال وشجاعاً لايهاب الموت أبداً، وله بأس شديد، وبعد مدة من التنقل وعدم الاستقرار بنى له قلعة في قرية (پل غار) وقاوم الحكومة مقاومة عنيفة، مما جعلها تعزم على اخضاعه مهما كان الأمر، وضاعفت عدد القوة التي كلفتها بهذه المهمة، لكن السيد واخوانه تملصوا قبل وصولها، وذهبوا إلى بندر معلم متنكرين، واستأجروا سفينة من هناك لتنقلهم إلى لنجة في الظاهر، حتى إذا توسطوا البحر طلبوا من الربان (النوخذه)، ان يسير بهم إلى بر العرب، فأبى، فاستخرجوا اسلحتهم التي كانوا يخفونها ضمن متاعهم، وهددوه، فرضخ، وأوصلهم إلى رأس الخيمة، ونجوا، فاكرموه وانعموه عليه، وعاشوا بقية أيامهم آمنين.

## جنرال دريابگى في لنجة
كان دريابگى ظالماً قاسياً متعـصباً، ونشر ظلمه مع أول يوم دخل فيه مدينة لنجة منتصراً، إذ ما أن سقطت قلعة القواسم الأماجد، في يده بمعاونة الأنجليز، حتى اتاح لجنوده السلب والنهب، فكانوا ينهبون كل بيت لم يكتب اهله على جداره (يا علي)، وأتو من صنوف الجهالة أموراً فظيعة، حتى انهم نهبوا بيت الشيخ أحمد بن إسماعيل عن بكرة أبيه، فخرج مع أهله وأبنائه الصغار يلتحفون لحافاً واحداً لايجدون غيره، فآواهم الحاج عبد الله الخاجة واكرمهم حتى هدأ وانزلهم في بيت آخر بعد مدة، وكان الجنود إذا رأو مرآة مطلية بالذهب في أحد الدور قالوا: العرب جعلوا على بيوتهم الذهب، فيكسرونها لتخليص الذهب لهم.
وأما الضرائب فقد أرهق الناس بجزية فوق طاقتهم، وأعطى جنوده الحرية الكاملة في تحصيلها من غير مراقبة، وكان القواسم قبل ذلك يدفعون اتاوة سنوية إلى مقر حاكم بوشهر أو مقر حاكم منطقة بستك ليوصلا إلى الحكومة المركزية، فما كانوا يجورون على الناس ولا يأخذون منهم الا بمقدار ما تتدبر به هذه الجزية السنوية.
ومع ان دريابگى كان ظالماً، الا انه كان سياساً ذكياً، ومن سياسته انه راى تسليم حكم لنجة إلى أحد الأعيان العرب، لتسكين الخواطر، فأرسل إلى حاكم المقام الشيخ حسن بن عبد الله الحمادي، وأتفق معه بعد مداولة على أن يحكم لنجة، ليتفرغ هو لحكم بوشهر، ونوى الرحيل، لكن عالم الشيعة في لنجة الشيخ محمد البحراني زاره عصر نفس اليوم لتوديعه، فعلم منه بتولية الشيخ حسن الحمادي، فاعترض اعتراضاً شديداً، وخوفه من سعة عدد عشيرته وجماعة الشيخ حسن، وانه أقوى من محمد بن خليفه القاسمي، إذا أراد العصيان، وأكثر مالاً واعز نفرأً، وما زال به يثنيه ويلقي في قلبه الوساوس والهواجس حتى خلع دريابگى، الشيخ حسن الحمادي بعد ساعات من توليه اياه.
وقد شهدت سنة 1317 للهجرة توتراً شديداً في العلاقات بين الحكومة الإيرانية وشيوخ القواسم في رأس الخيمة والشارقة بعد هجرة الشيخ محمد بن خليفة إليهم، إذ كانت قلقة أشد القلق، وتظن انه يعد العدة بمعونتهم للانتقام واسترجاع لنجة من يدها، وقدمت الحكومة الإيرانية التماساً إلى الحكومة البريطانية بمنع ذلك، وقامت السلطات البريطانية في الخليج بتوجيه أكثر من إنذار لشيوخ الإمارات المتصالحة سنة 1318 للهجرة، وأعلمتهم بأن الاسطول البريطاني سيمنع محمد بن خليفه من مهاجمة لنجة، لكنها سلكت مسلك التطمين للحكومة الإيرانية، ونصحتها بعدم المجازفة بعمل ضد رأس الخيمة، لما في ذلك من احتمال فقدانها لسفينتها الحربية الوحيدة المسماة (پرسپوليس)،وزادت في التطمين بارسالها إحدى سفن صاحب الالمسماة (ميلو بومين) إلى رأس الخيمة مباشرة، وتأكدت من أن الشيخ محمد ليس له قصد ولا خطة لاسترجاع لنجة، فهدأ الحال.
إلا أن قلق الحكومة الإيرانية هذا قد ترك طابعاً من عدم الاستقرار في الحياة اليومية في لنجة، كسدت معه السوق، مما جعل تجار لنجة يتحولون إلى دبي خاصة وغيرها من مدن الساحل العربي، وطالبوا شركة الملاحة التجارية البريطانية بأن تجعل من
(جزيرة أبو موسى) ميناءً حراً ترسو فيه بواخرها، وكان يحكم هذه الجزيرة حاكم من القواسم، الذين كانوا في لنجة، ولكن هجرة الشيخ محمد بن خليفه، أتاحت لشيخ الشارقة أن يستولي عليها.

## وصلات خارجية
- كوخرد حاضرة إسلامية على ضفاف نهر مهران
- القواسم